# Cementerio General de Tegucigalpa
El Cementerio General de la ciudad de Tegucigalpa, MDC en la República de Honduras, es un lugar declarado Monumento Histórico Nacional donde reposan los restos de hondureños y extranjeros.

## Historia
El Cementerio General fue comenzado a construirse en el año de 1875 en el sitio La Chivera del sector oriental de Comayagüela en el siglo XIX en la administración presidencial del Capitán general José María Medina, pero fue terminado en 1877 y después inaugurado por el presidente Doctor Marco Aurelio Soto Martínez.
Anteriormente el cementerio general estaba ubicado en las inmediaciones de la Iglesia El Calvario en la misma ciudad.
El terreno del Cenmenterio General de Tegucigalpa comprende una extensión de 35 manzanas y su construcción estuvo a cargo del arquitecto italiano Emilio Montessi.
Durante la Segunda guerra civil de Honduras de 1924 fueron muchos los restos de combatientes que fueron depositados en tumbas sin nombre y durante la noche.
En el mes de marzo de 1995 el Congreso Nacional de Honduras decretó al Cementerio General como "Patrimonio Histórico Nacional" dejándose de vender nuevos lotes y ordenándose su protección y cuidado, debido a la alta calidad de arquitectura y de personajes de la historia de Honduras que guarda sus recintos.
En 1998 el paso del Huracán Mitch ocasionó severos daños en mausoleos, tumbas, etc.
En 2014 algunos catedráticos de historia de la UNAH promovieron la recuperación del Cementerio por su situación histórica, asimismo la Comisión Ciudadana del Centro Histórico del Distrito Central (CCCHDC) ha solicitado a las organizaciones correspondientes su rescate patrimonial, como las reformas ocasionadas por el tiempo a la arquitectura y demás obras y que en un tiempo estuvo a punto de clausurarse.

## Personas enterradas
La cantidad de ilustres personas enterradas en el presente cementerio, lo colocan como un museo, entre los nacionales y extranjeros, se encuentran:
- Julio Lozano Díaz expresidente de Honduras.
- Laura Vigil Lozano ex primera dama de Honduras.
- Policarpo Bonilla expresidente de Honduras.
- Tiburcio Carías Andino expresidente de Honduras.
- Vicente Mejía Colindres expresidente de Honduras.
- Vicente Tosta Carrasco expresidente de Honduras.
- Miguel Rafael Dávila Cuéllar expresidente de Honduras.
- Alberto de Jesús Membreño expresidente de Honduras.
- Ramón Ernesto Cruz expresidente de Honduras.
- Rafael López Gutiérrez expresidente de Honduras.
- Fausto Dávila presidente provisional de Honduras.
- Ramón Rosa Político.
- Froylan Turcios Periodista y escritor.
- Juan Ramón Molina Periodista y escritor.
- Paulino Valladares Periodista.
- Visitación Padilla Feminista.
- Augusto C. Coello Escritor, compositor.
- Alonso Brito Escritor.
- Marcos Carías Reyes Escritor.
- Rafael Coella Ramos Poeta.
- Camilo Reina Militar.
- Erasmo Velásquez Militar.
- Calixto Carías Militar.
- Julián López Pineda Político.

Se encuentran también restos de las familias León, Quan, Waiming, Yu Shan, Yu Way, la familia Klamer, entre otras.